# Oskarshamns järnvägsstation
Oskarshamns järnvägsstation är en järnvägsstation i Oskarshamn. Byggnaden är uppförd 1906 i nordisk nyrenässans. Arkitekturen har också beskrivits som en blandning av förfunktionalism, jugend och nationalromantik. Stationsbyggnaden är belägen nära hamnområdet och Gotlandstrafikens färjeterminal. Sedan oktober 2004 är stationshuset ett skyddat byggnadsminne.

## Historik och arkitektur

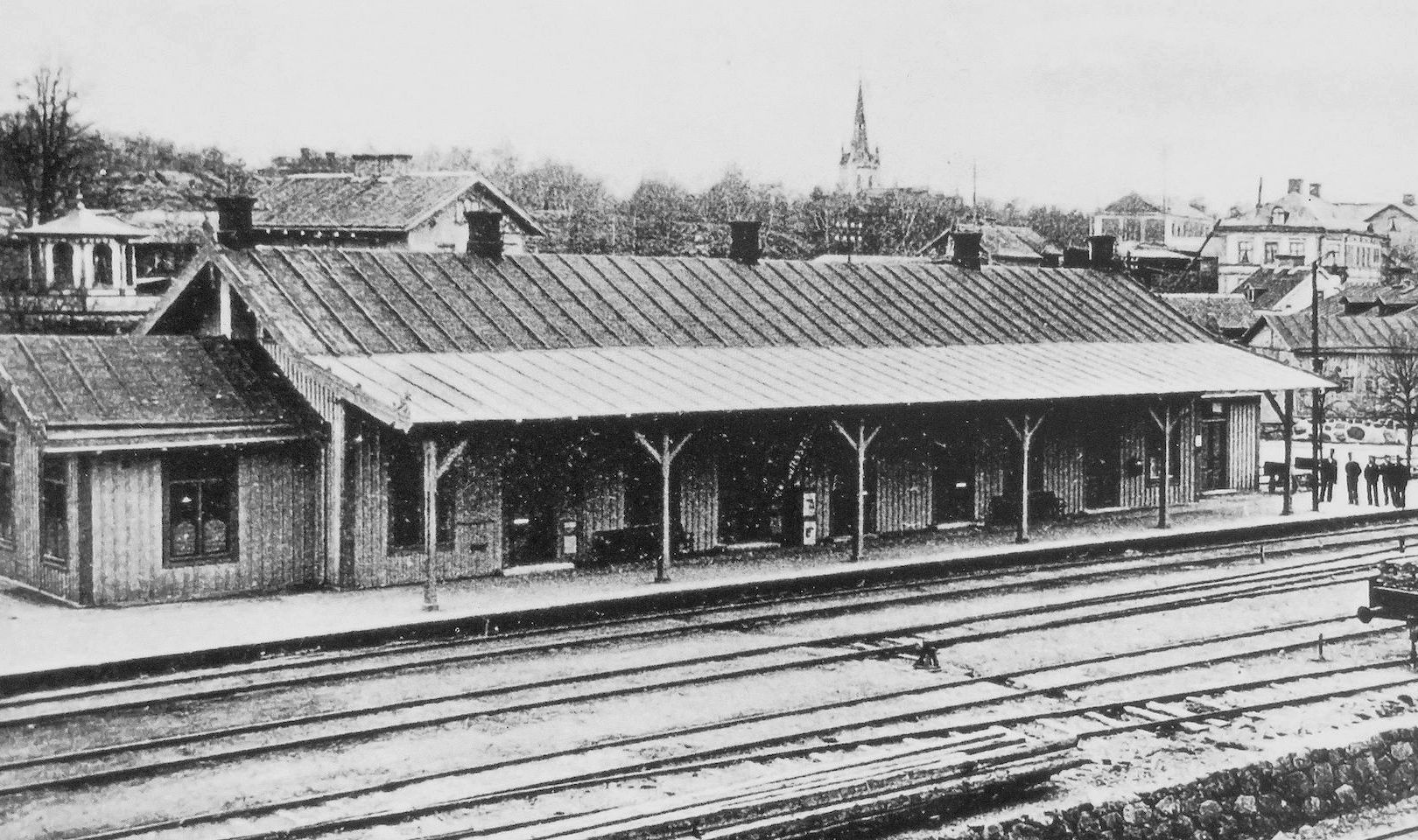
Oskarshamns första stationshus.

Järnvägssträckan Oskarshamn-Nässjö stod färdig 1874 efter fem års byggande. Samma år byggdes ett ursprungligt stationshus i trä. 1902 fick Hultsfred sitt stationshus. Det väckte en viss avundssjuka i Oskarshamn och man ansåg att det egna stationshuset jämförelsevis var av alltför enkelt snitt. Man beslutade att bygga det nuvarande stationshuset och anlitade Arkitekt- och Byggnadsbyrån i Stockholm för uppdraget. Arkitektuppdraget gick till Georg A. Nilsson som med tiden skulle bli en av Sveriges främsta skolhusarkitekter med 23 skolor. 
I Oskarshamn skapade arkitekten en säckstation med en kompakt byggnadskropp i änden av spåren, en i Sverige mycket ovanlig placering. Stationshuset är uppfört i två våningar med röda tegelfasader ovan en grovt huggen sockel. Takfotslist, fönsteromfattning och vissa andra dekorativa element är överdragna med ljus slät puts. En hög trappa av sten leder upp mot huvudentrén som inramas av tornliknande utbyggnader som kröns av ett gavelfält med klockan och devisen "Järnvägsstation". Trappan sträcker sig upp till en "arkadgång" som leder besökaren in i byggnaden. De mellersta arkadbågarna är utförda i sten med reliefer vilka knyter an till järnvägen. 
Mot banan finns också ett gavelfält (fronton) med klocka och stationsnamnet som flankeras av "SJ:s bevingade hjul" hugget i sten. Dörrarna ut mot banan har enklare utformningar och längs hela denna fasad skjuter ett skärmtak ut som är byggt av smide och glas med tydlig jugendinspiration. Takfallen är branta och var ursprungligen täckta med rött tvåkupigt tegel, idag ändrat till falsad plåt. Två höga skorstenar artikulerar ytterligare takets resning. På ena gaveln finns en utbyggnad innehållande trapphus som försetts med renässansliknande tornhuv. Den nya och betydligt ståtligare byggnaden stod färdig för invigning den 5 december 1906. Ungefär samtidigt byggdes lokstall och magasin som troligen också formgavs av Georg A. Nilsson.

## Nuvarande användning
Järnvägsstationens exteriör är väl bevarad och byggnaden är sedan 2004 kulturminnesmärkt. Vissa delar av byggnaden är inredda som bostäder. På bottenvåningen finns dock fortfarande väntsal med mera kvar. 2017 gick stationen igenom en stor renovering och numera är stationen Resecentrum för Kalmar länstrafik. I slutet av 2017 återöppnade stationen med bland annat en ny restaurang i gamla godsmottagningen i stationshuset.
Tre spår leder fram till stationen. Stationen är en säckstation med stationshuset placerat mitt för spårens stoppbockar. Sträckan Oskarshamn-Nässjö trafikeras idag av godstrafik. Ingen persontrafik finns i nuläget (2021).

## Bilder

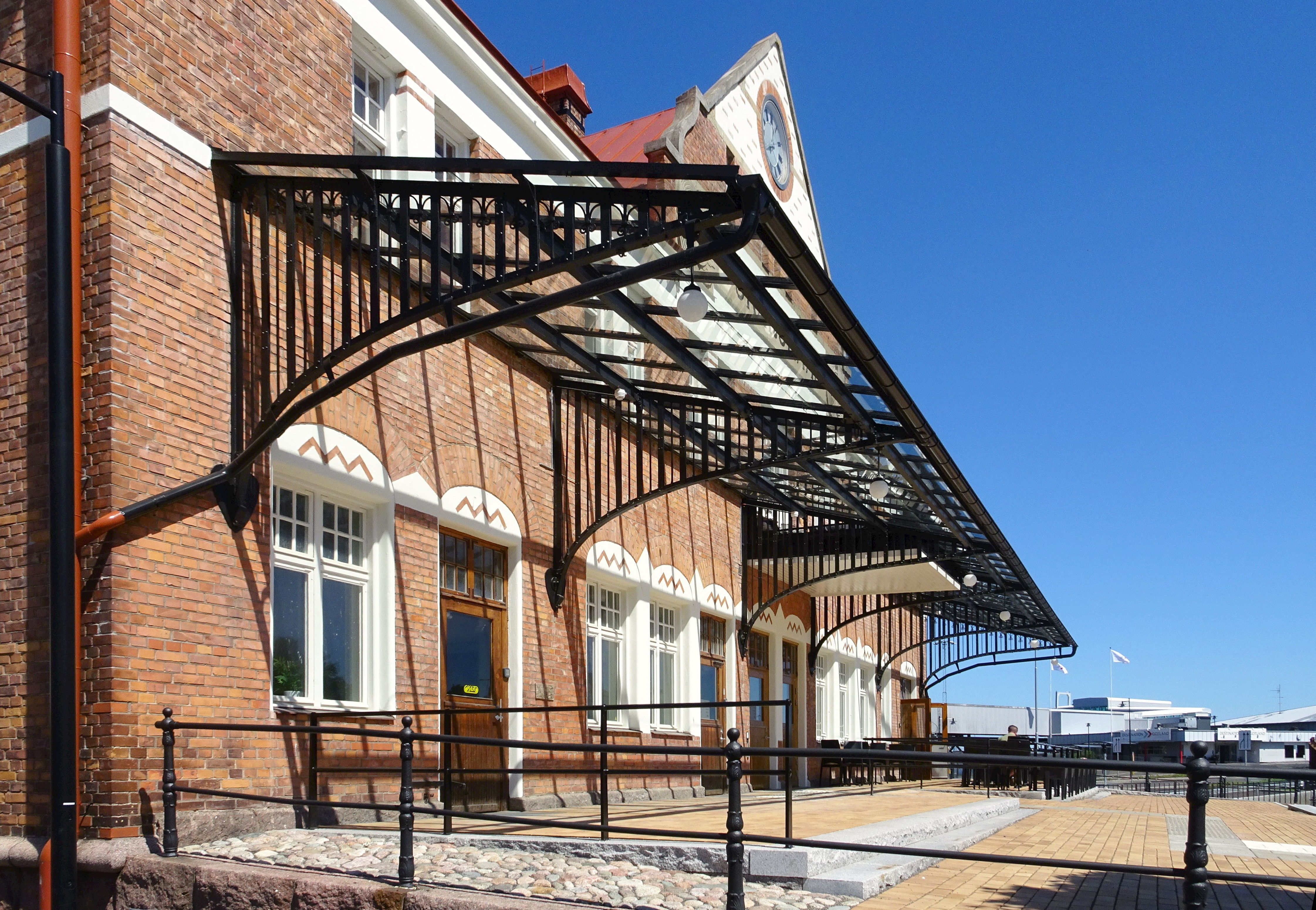
Skärmtaket i glas och smide.
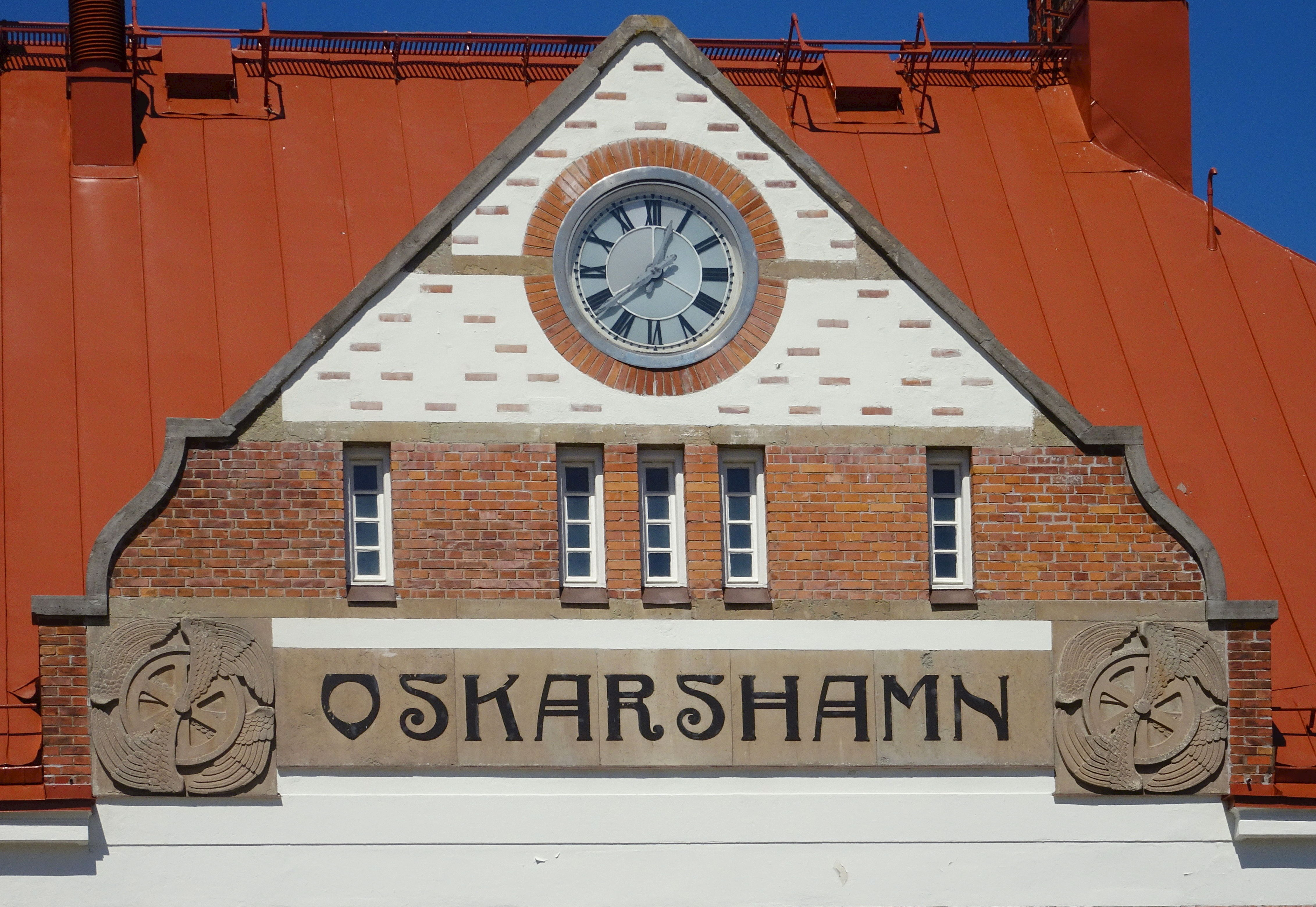
Stationshusets fronton med text och klocka.
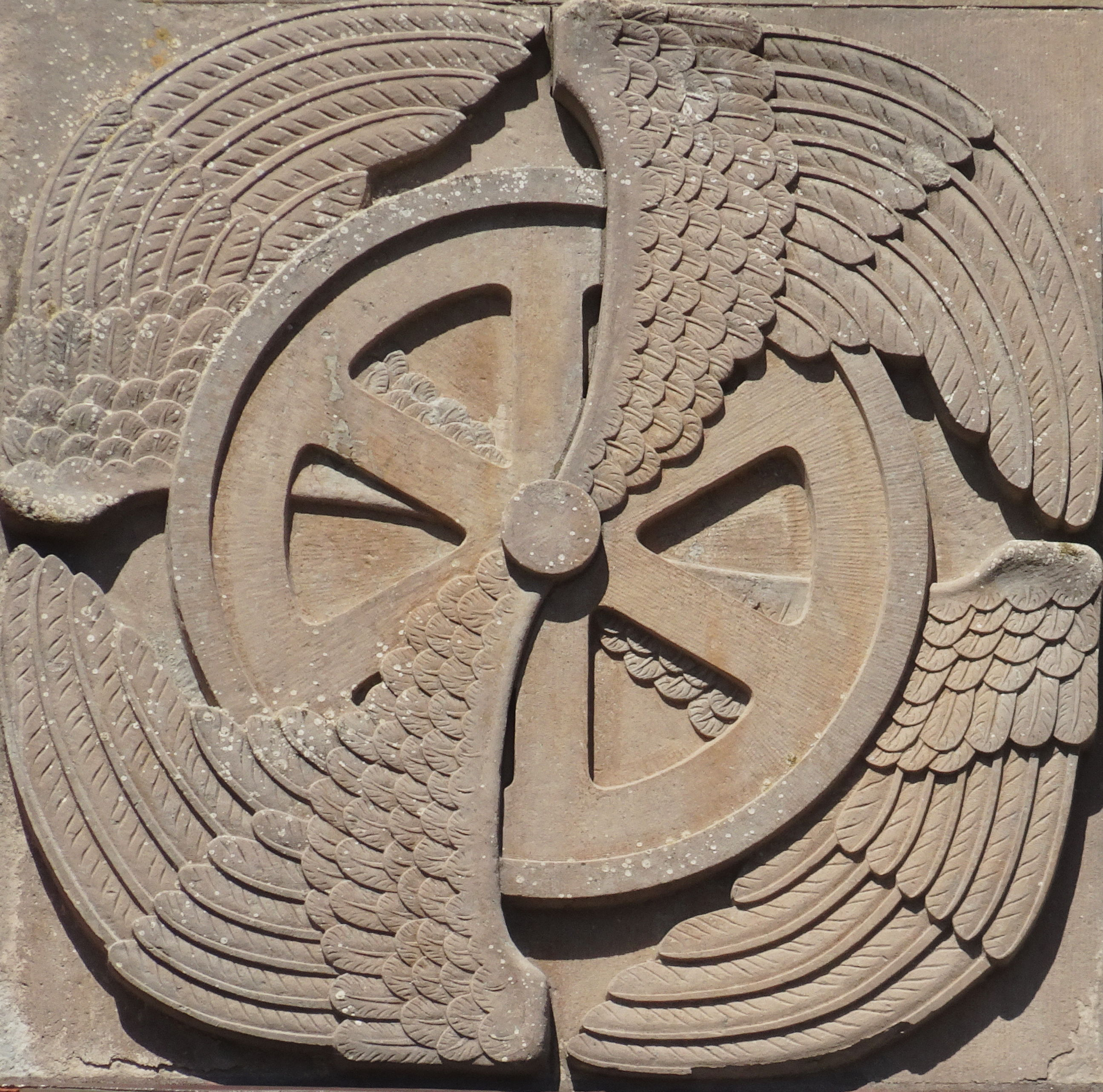
Det bevingade hjulet som skulptur flankerar stationsnamnet.
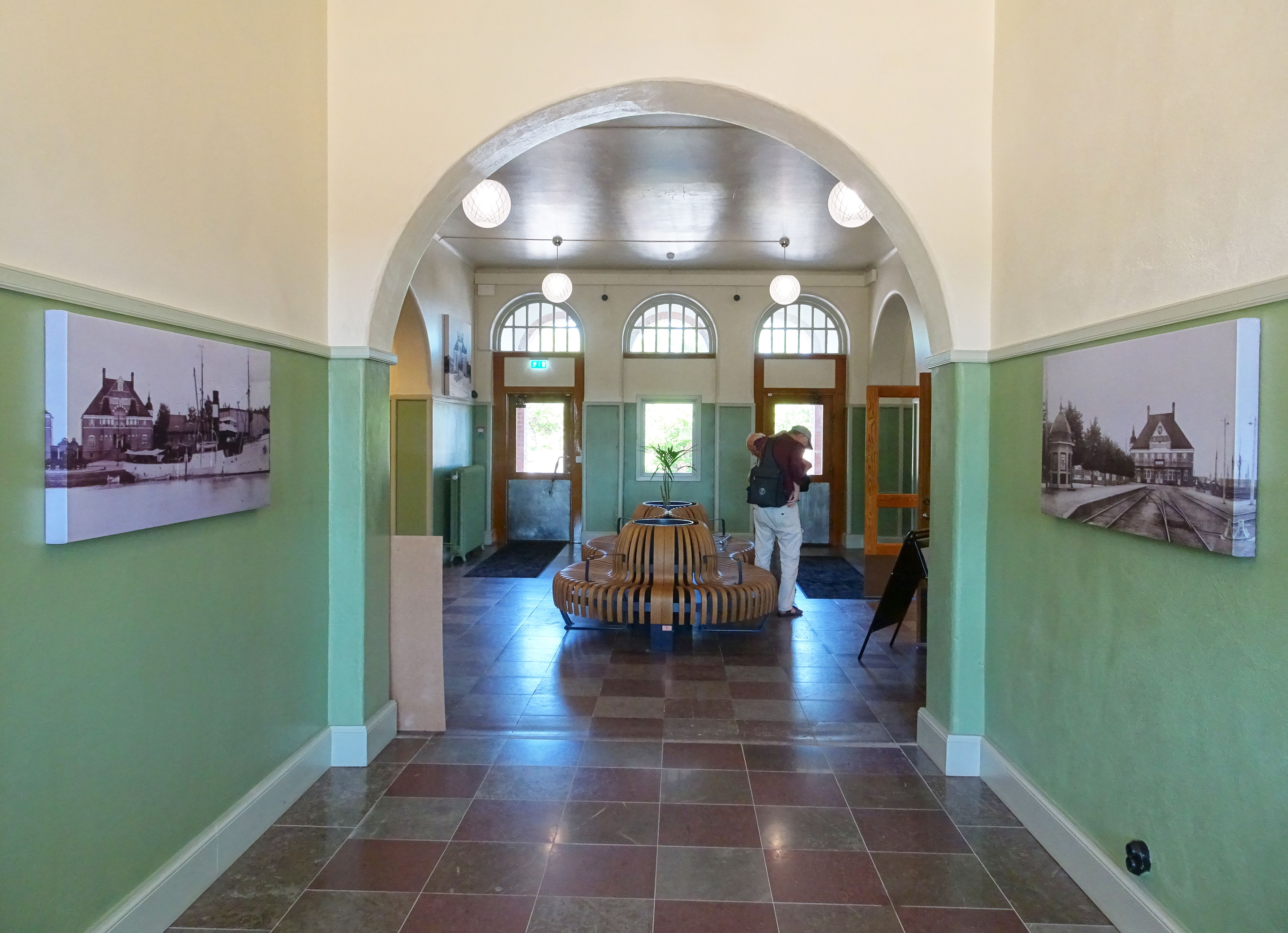
Vänthallen.
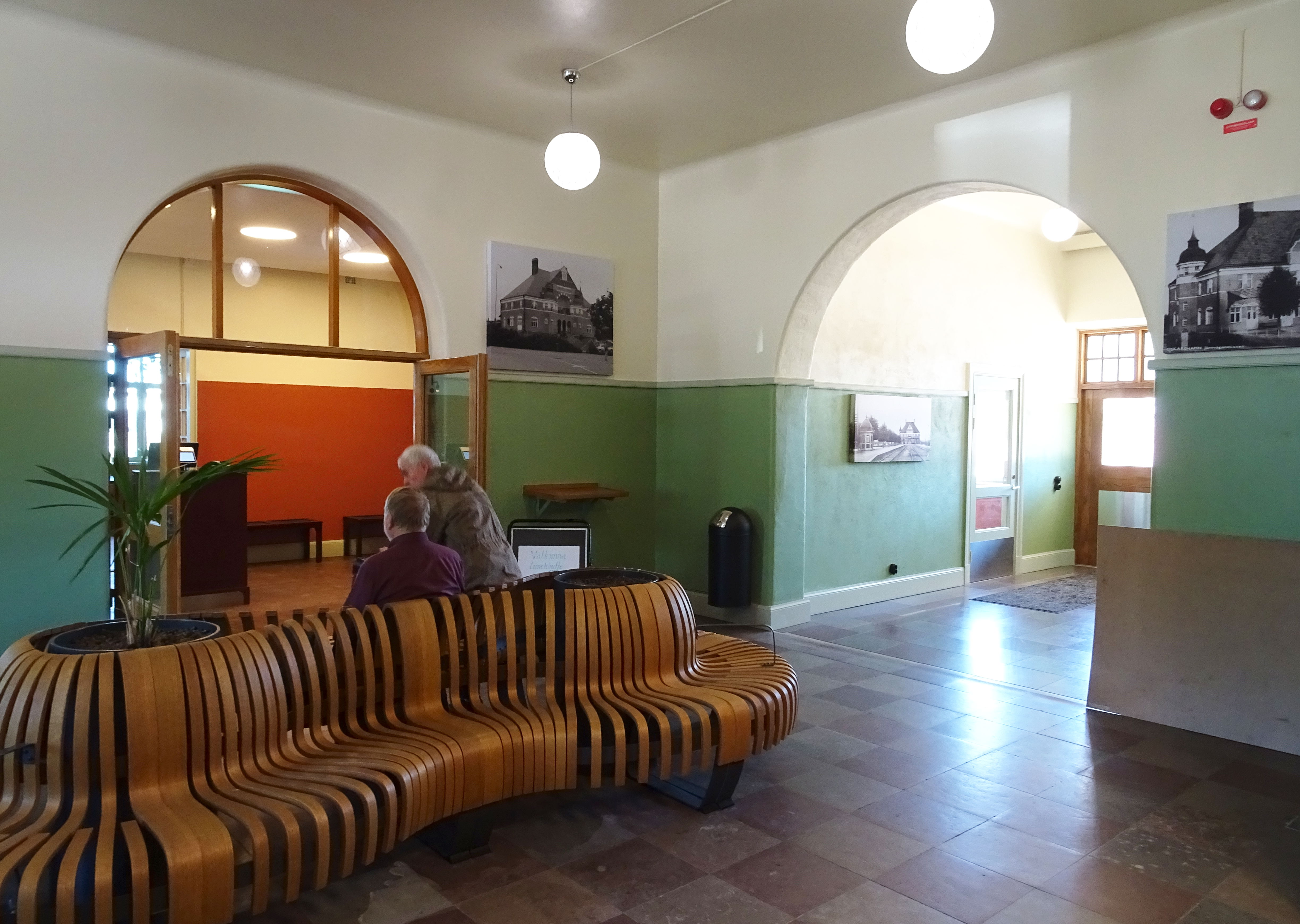
Vänthallen.